# Arthur Levinson
Arthur Levinson, né le 31 mars 1950 à Seattle, est un chercheur en biochimie, chef d'entreprise et administrateur de sociétés américain. Il est président du conseil d'administration d'Apple et ancien membre du conseil d'administration de Google. Il est également président-directeur général du géant des biotechnologies Genentech et de la société biotechnologique de Google, Calico. Il œuvre à la recherche médicale orientée vers la « prolongation de la vie humaine ».

## Biographie
Arthur Levinson naît le 31 mars 1951 dans une famille juive à Seattle dans l'État de Washington. Il est le fils de Malvina et Sol Levinson.
Il est diplômé de baccalauréat universitaire ès sciences en biologie moléculaire / chimie de l'université de Washington de Seattle en 1972 et d'un PhD (doctorat anglo-saxon) en biochimie de l'université de Princeton en 1977. Il réalise son stage de doctorat avec les deux prix Nobel de médecine américains J. Michael Bishop et Harold Elliot Varmus au département de microbiologie de l'Université de Californie à San Francisco. Il y est recruté chez Genentech en 1980 en tant que chercheur par Herbert Boyer (biochimiste PDG cofondateur de Genetic Engineering Technology, leader mondial pionnier en biotechnologie / génétique) pour évoluer vers des fonctions de directeur de recherche, puis de PDG.
Il se marie en 1978 et a deux enfants.
Arthur Levinson lance « le défi de rester jeune, en bonne santé et pour une plus longue période sans maladie ». Il œuvre durant toute son éminente carrière de chercheur médical / biologiste / généticien / dirigeant d'entreprises, à allonger la vie humaine en menant des recherches de grande ampleur sur les causes génétiques du bien-être, des maladies et du vieillissement. Il compare notamment à la plus grande échelle possible, avec l'aide de puissantes base de données informatique, diverses données issues d'études de grande ampleur sur la santé de la population avec entre autres des critères : génétiques, médicaux, sanitaires, sociaux, alimentaires, comportementaux, mode de vie ... le tout avec de très importants moyens « médicaux, informatiques et financiers » de géants industriels américains comme Google, Apple, Genentech, Calico ... et d'amis comme Steve Jobs, Larry Page et autres nombreux importants scientifiques...

## Direction et administration d'entreprises
- Depuis 1980 : chercheur, puis PDG et président du conseil de la recherche scientifique de Genentech (Genetic Engineering Technology, leader mondial pionnier en biotechnologie / génétique)
- Depuis 2011 : président du conseil d'administration d'Apple, successeur de Steve Jobs, à la suite de sa disparition (PDG fondateur emblématique d'Apple dont il était un ami proche).
- De 2004 à 2009 : membre du conseil d'administration de Google.
- Depuis 2013 : PDG de Calico (California Life Company, filiale biogénétique / biotechnologie de Google, du centre de recherche Google X Lab)
- Membre des conseils d'administration des industries pharmaceutiques américaines Hoffmann-La Roche, NGM Biopharmaceuticals, Amyris Biotechnologies, Broad Institute (centre de recherche biologique du Massachusetts Institute of Technology et de l'université Harvard).
- Conseiller scientifique et membre des comités de contrôle scientifique du Memorial Sloan-Kettering Cancer Center de New York, du conseil consultatif industriel du California Institute for Quantitative Biosciences (QB3), du conseil consultatif du département de biologie moléculaire de l'université de Princeton.

## Prix et distinctions
- 1972 à 1978 : boursier du National Institutes of Health
- 1978 à 1980 : boursier de l'American Cancer Society
- 1999 : prix de médecine translationnelle de l'université de Californie à San Diego
- 2004, 2005, 2006, 2007 : Meilleur PDG américain par la revue Institutional Investor Magazine
- 2006 : Médaille James Madison de l'université de Princeton pour sa brillante carrière dans la recherche scientifique et la biotechnologie
- 2006 : « Un des chefs d'entreprise les plus importants du monde » par la revue financière américaine Barron's.
- 2008 : élu membre de l'Académie américaine des arts et des sciences en tant que meilleur PDG de 2008 avec vote de approbateur de 93 %.
- Auteur / coauteur de plus de 80 articles scientifiques et inventeur de plus de 11 brevets aux États-Unis.
- Membre de nombreux comités de rédaction de revues scientifique dont : Journal of Virology...